# 檳城交通

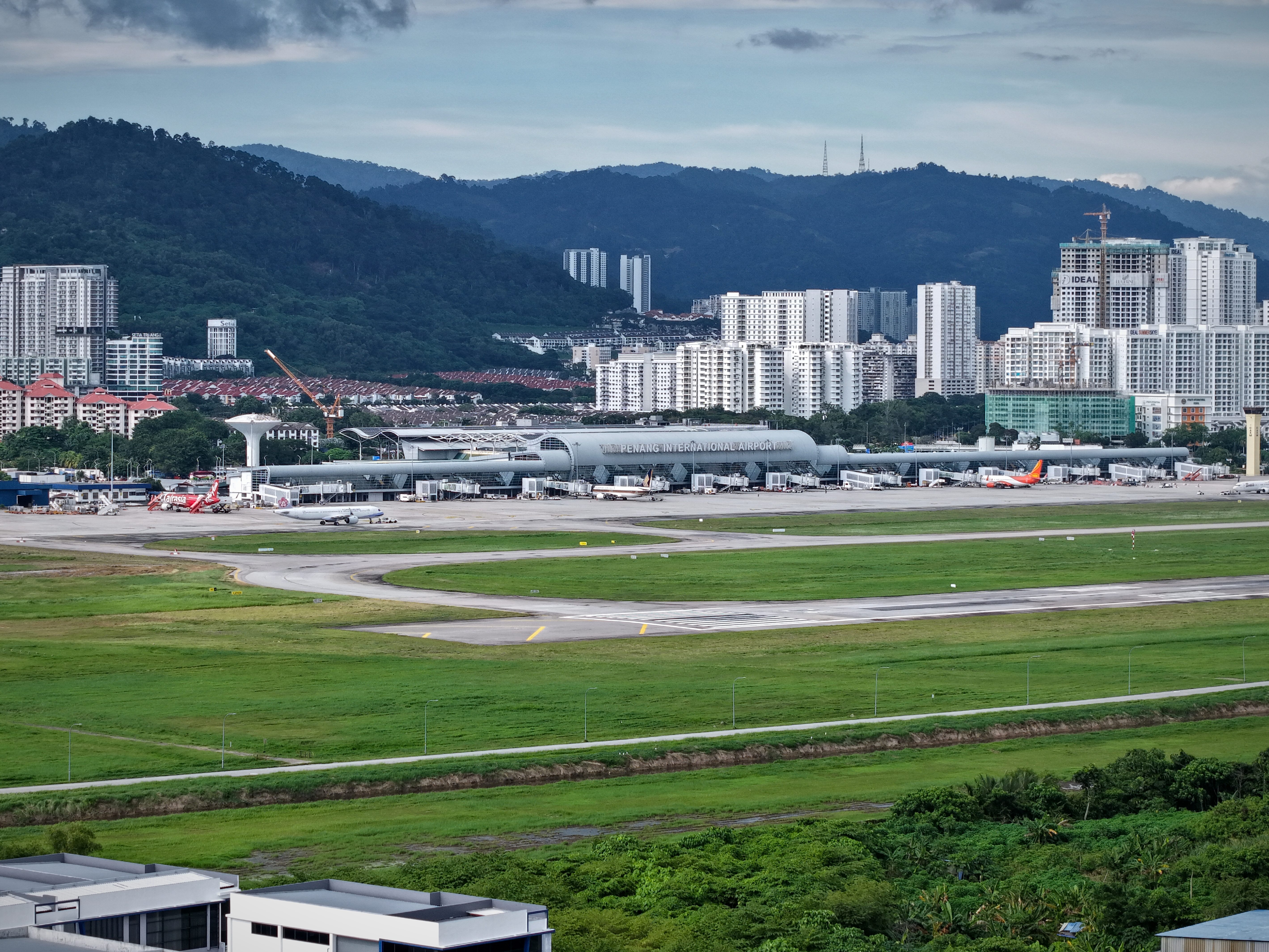
檳城國際機場提供往返多個亞州主要城市的服務，包括吉隆坡、新加坡、香港、上海和杜拜。

作為馬來西亞第二大都市區的核心，檳城擁有一個相對成熟的交通基建，不論是海、陸、空均四通八達。檳城國際機場的航班起降量為馬來西亞第二，出口量亦居全國第一；而檳城港口則為馬來西亞北部的主要转运樞紐。乔治市這一島嶼城市通過兩條陸路大橋和國內最古老的渡輪服務，以有形的方式連接威省大陸。南北大道和马来亚铁道的西海岸铁路线為兩條貫穿全州、沿馬來西亞半島西部而行的主要動脈。
槟城快捷通為州內市區公共交通的骨幹，營運遍及整個都市區的公共汽車服務。槟城中环广场為馬來西亞西北部一個主要的聯運交通樞紐。升旗山鐵路為國內唯一營運的往复式地面缆车系統。作為於交通領域追加投資的一部份，規畫中的輕軌系統珍珠线預計於2031年竣工。

## 公路交通

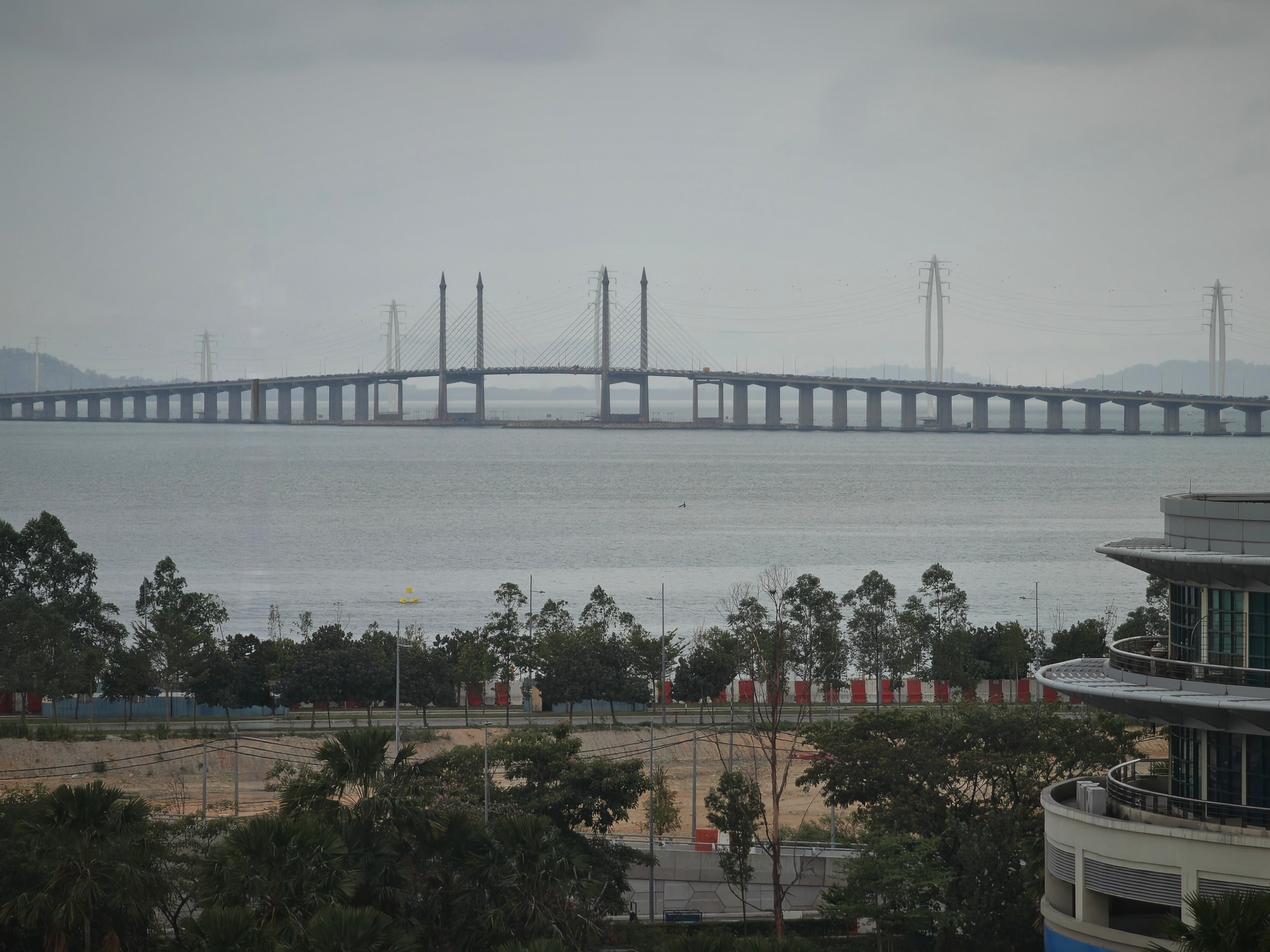
槟威大桥，背景可見高架輸電網，约2025年。

乔治市內首批道路（即萊特街、土庫街、牛干東及椰角街）於1786年弗朗西斯·萊特開埠後，迅即以網格式路網布局建成。這種都市規畫模式既便於土地的高效劃分、交易和評估，亦利於軍事調度。英殖時期，道路網逐步拓展至槟岛全境。
1985年，全長13.5（8.4英里）的槟威大桥竣工，構成喬治市與威省之間的首個實體連接。2014年，全長24（15英里）、連接南部的檳城第二大橋通車，成為當時東南亞最長的橋梁。
威省可經由南北大道前往。南北大道全長966（600英里），是一條縱貫馬來西亞半島西部的高速公路。威省境內的主要收費公路包括北海外环公路（BORR）及北海—居林大道。
截至2023年，檳城的道路系統（不含收費公路）全長6,725.1（4,178.8英里），當中計有聯邦公路187.4（116.4英里）、州級公路3,497.3（2,173.1英里）及市政道路3,040.4（1,889.2英里）。在喬治市內，敦林蒼祐大道是一條貫穿市內東部沿海地區的沿海公路，並通過兩座大橋連接市中心。聯邦6號公路為一條繞城而建、貫穿全島的主幹道，而喬治市內環路則為市中心內的一條交通要道（main thoroughfare）。

### 公共汽車

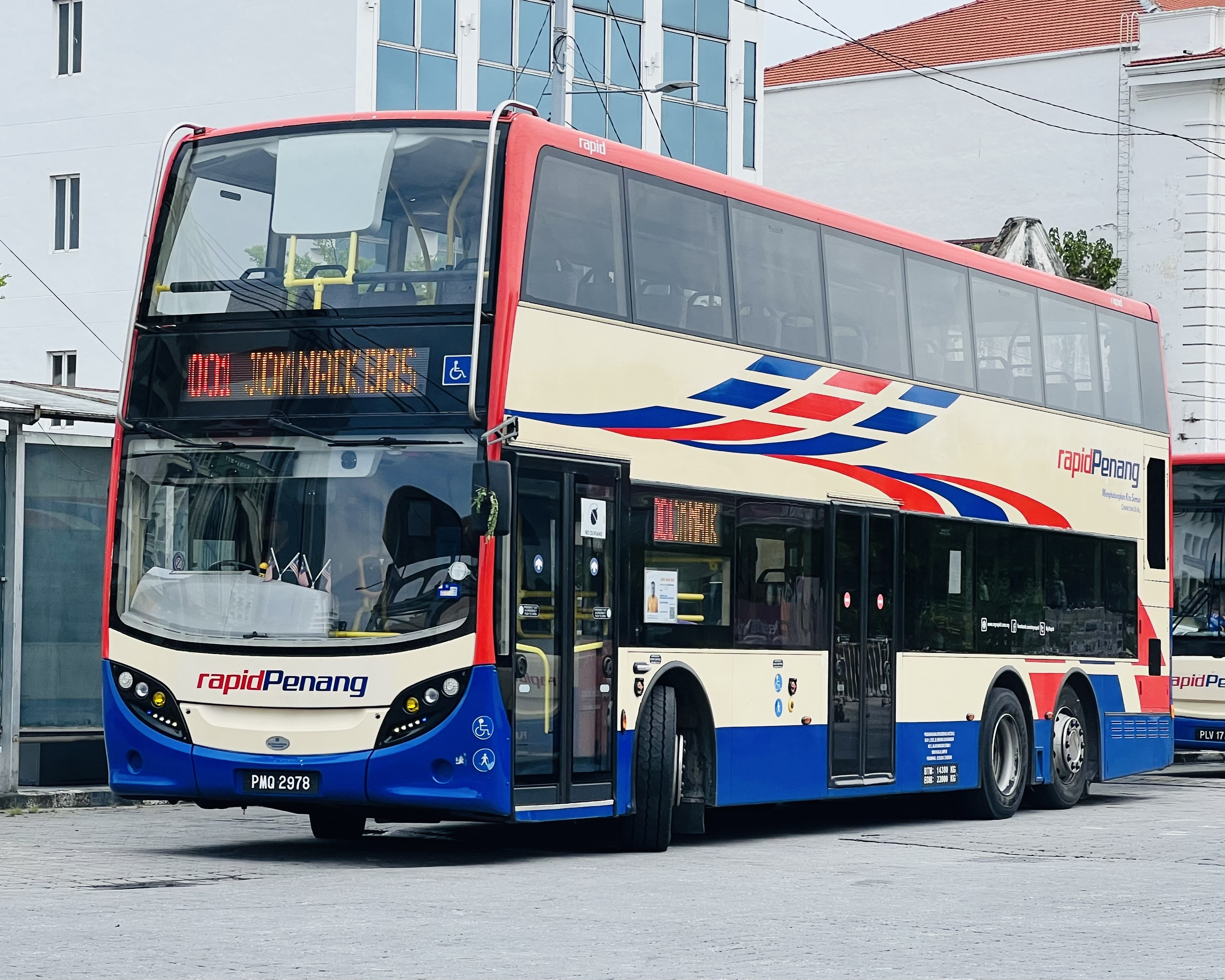
一輛由槟城快捷通營運的亞歷山大丹尼士Enviro 500 MMC双层公共汽车

1925年，無軌電車引入喬治市，並於1936年取代既有的有軌電車路線。在第二次世界大战過後，柴油驅動公車亦開始於市內應用。隨著馬來亞宣佈獨立，喬治城市政廳（槟岛市政厅前身）啟動以柴油公車取代無軌電車的計畫。最後一輛無軌電車於1961年退役，自此市區公車便主導整個檳城公共交通系統。
因多家私人業者惡性競爭導致經營不善，檳城的公共汽車服務亦日漸衰退。2004年，州內其中一個主要公共汽車業者黃巴士公司（Yellow Bus Company）突然結束營運。2006年，由時任首席部長許子根牽領的槟城州政府嘗試通過將路線重組分配予指定的營運業者，力圖重振公車系統。唯有關措施未收成效，許氏遂請求馬來西亞聯邦政府介入協調。
有見及此，国有企业馬來西亞國家基建公司於2007年推出槟城快捷通。服務起初擁有一支150輛公車的車隊，隨後服務日漸擴展及重組，成為檳城唯一公共汽車營運業者。截至2025年，檳城快捷通於大檳城都市區內營運約350輛公車，共計47條路線。

### 州際客運

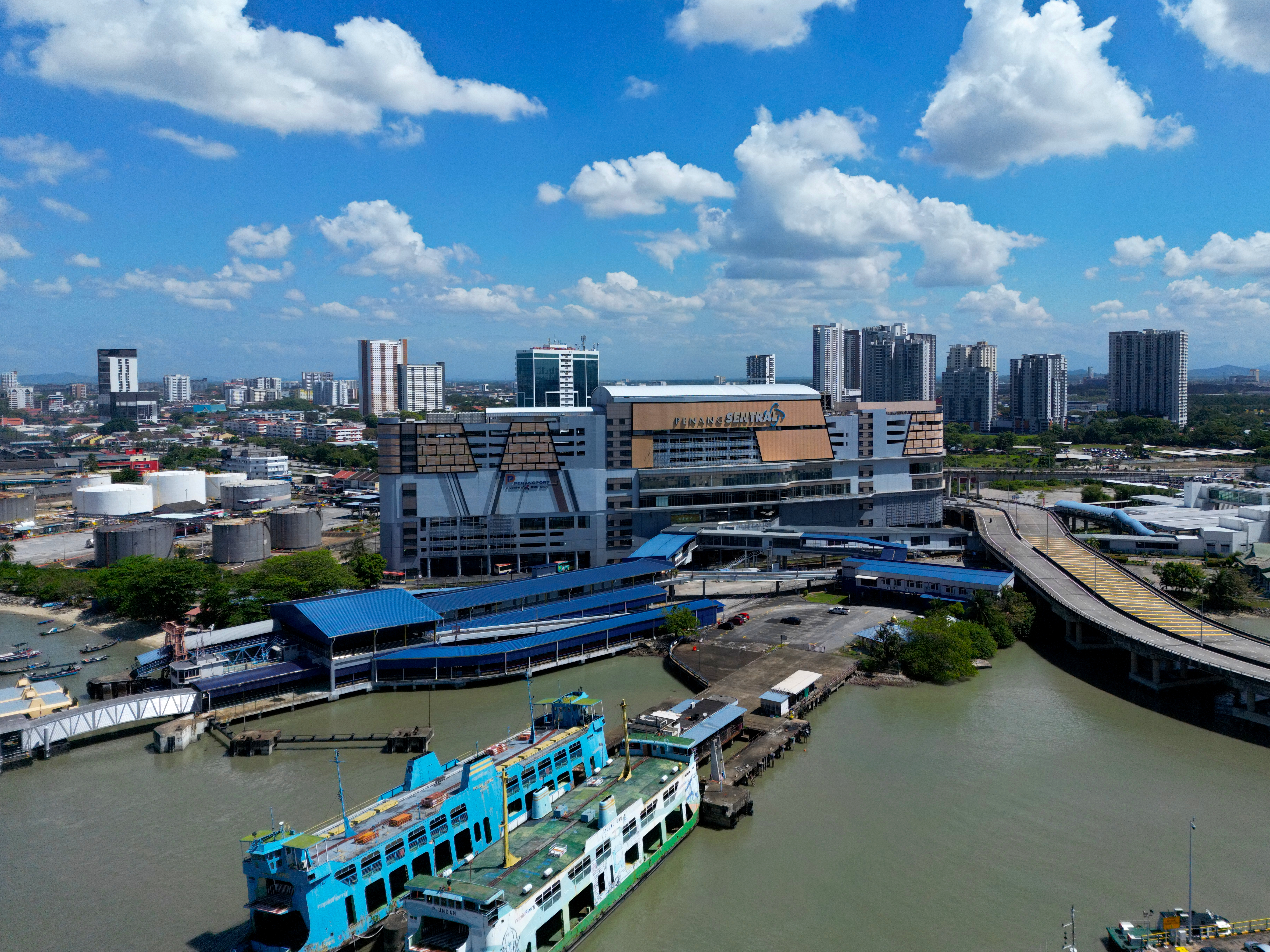
位於威省的槟城中环广场

州際客運服務以槟城中环广场為樞紐營運。該廣場為馬來西亞西北部的主要聯運交通樞紐，於2018年啟用，結合槟城快捷通和州際客運服務，並與毗鄰的北海站和北海渡轮码头相連。儘管如此，亦有部份州際客運服務繼續以喬治市雙溪里蒙轉運站為樞紐營運。

### 自行車
昔日，三輪人力車為喬治市市中心其中一種主要運輸方式。如今三輪人力車仍在大街小巷服務，唯服務對象已改為以遊客為主。
為推廣城市出行，檳城州內行人與自行車基建設施亦在不斷提升。2010年，由時任首席部長林冠英牽領的槟城州政府提出於乔治市內興建全長200（120英里）的自行車道。2016年，隨著LinkBike推出，喬治市成為馬來西亞首個營運公共自行車服務的城市。截至2021年，LinkBike擁有250輛自行車，並於市內設有29個站點供民眾租用。

## 鐵路運輸

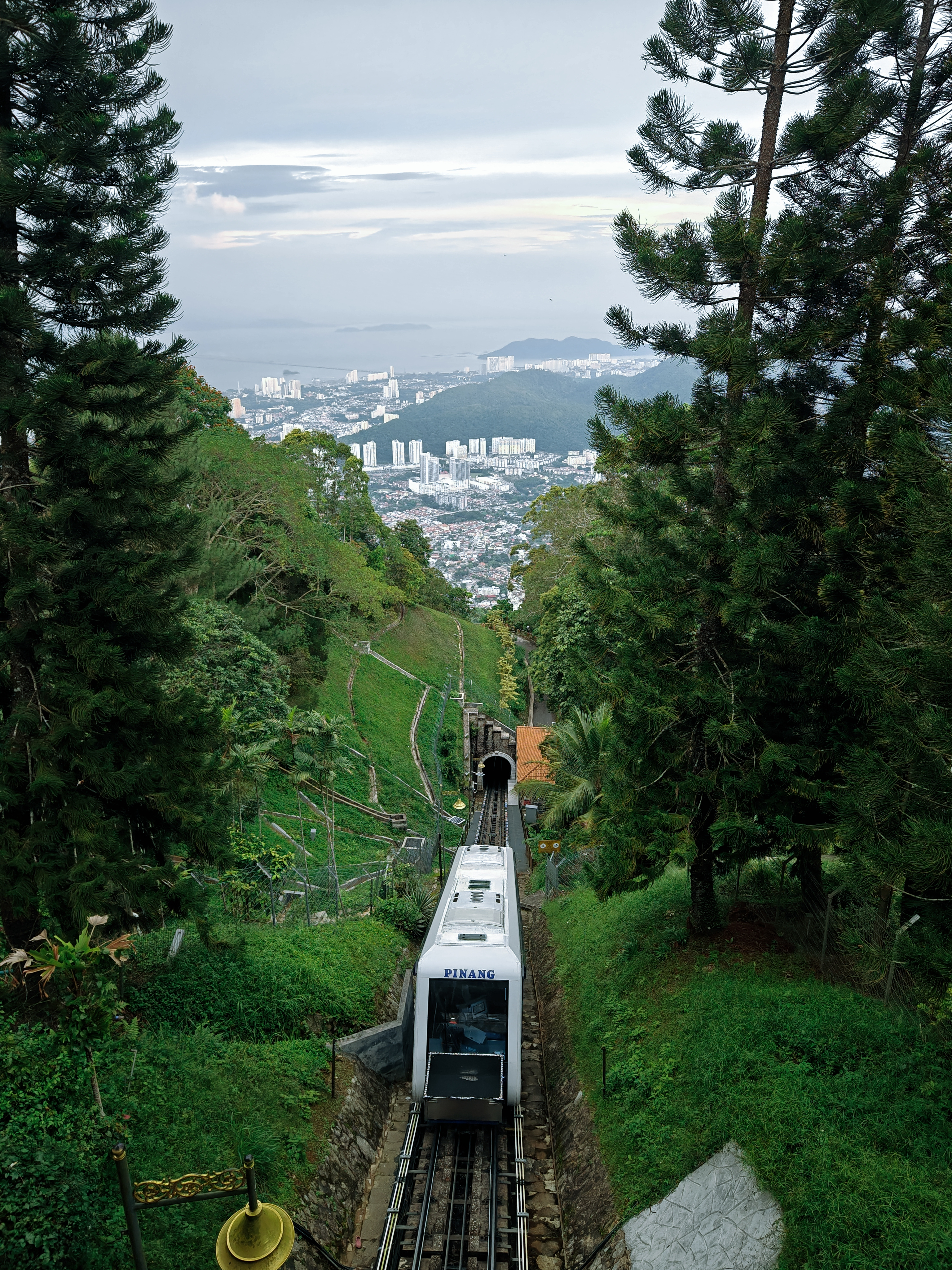
升旗山鐵路

乔治市內首條路面車輛線（tramlines）於1880年代建成，連接海墘、亞依淡及瀑布道路（Waterfall roads）。原有的路面車輛路線採用米轨，全長7.5英里（12.1），以有軌蒸汽車輛（steam tram）和有軌馬車行駛。然而，路面車輛服務面臨挑戰，其中之一在於其班次不穩，削弱其與廉價黃包車的競爭。電車於1906年投入服務，取代舊有的有軌馬車和蒸汽驅動的有軌車輛，並一直服務至1936年。
在威省，有一條於1899年興建、連接大山脚和北赖的鐵路。1902年，該鐵路經高渊與霹靂州鐵路網整合，並於後來向北延伸至吉打，最終成為西海岸铁路线（貫穿馬來西亞半島西部）的一部份。該鐵路目前由马来亚铁道（KTM）營運。

### 州際鐵路
北海站是馬來西亞西北部的主要終點站。除常規的鐵路服務外，北海亦是亞洲東方快車（連接曼谷和新加坡）的其中一個主要停靠站。其他位處威省的鐵路車站包括打昔汝莪、武吉丁雅、大山腳、新邦安拔及高淵。

### 纜車
升旗山鐵路是一條攀往喬治市升旗山山頂的往复式地面缆车，於1923年建成，是目前馬來西亞唯一營運中的往復式地面纜車系統。該纜車於世界上數一數二最陡峭的坡道之上行駛，斜坡角度達27.9°。2022年，升旗山纜車錄得148萬乘客人次。

## 航空交通
座落於喬治市市中心南部約16（9.9英里）的檳城國際機場（PIA）為馬來西亞西北部的主要機場，提供往返吉隆坡、新加坡、曼谷、臺北、香港、廈門、上海、多哈及杜拜等多個主要區域城市（regional city）的服務。PIA的航班起降量僅次於吉隆坡国际机场，位居馬來西亞第二，2024年客運量逾760萬人次；同年貨運量亦位居次席，處理量逾103,000公噸（101,000長噸；114,000短噸）。該機場更以3650億令吉的出口總值（2023年），居全國口岸第一。

## 海上運輸

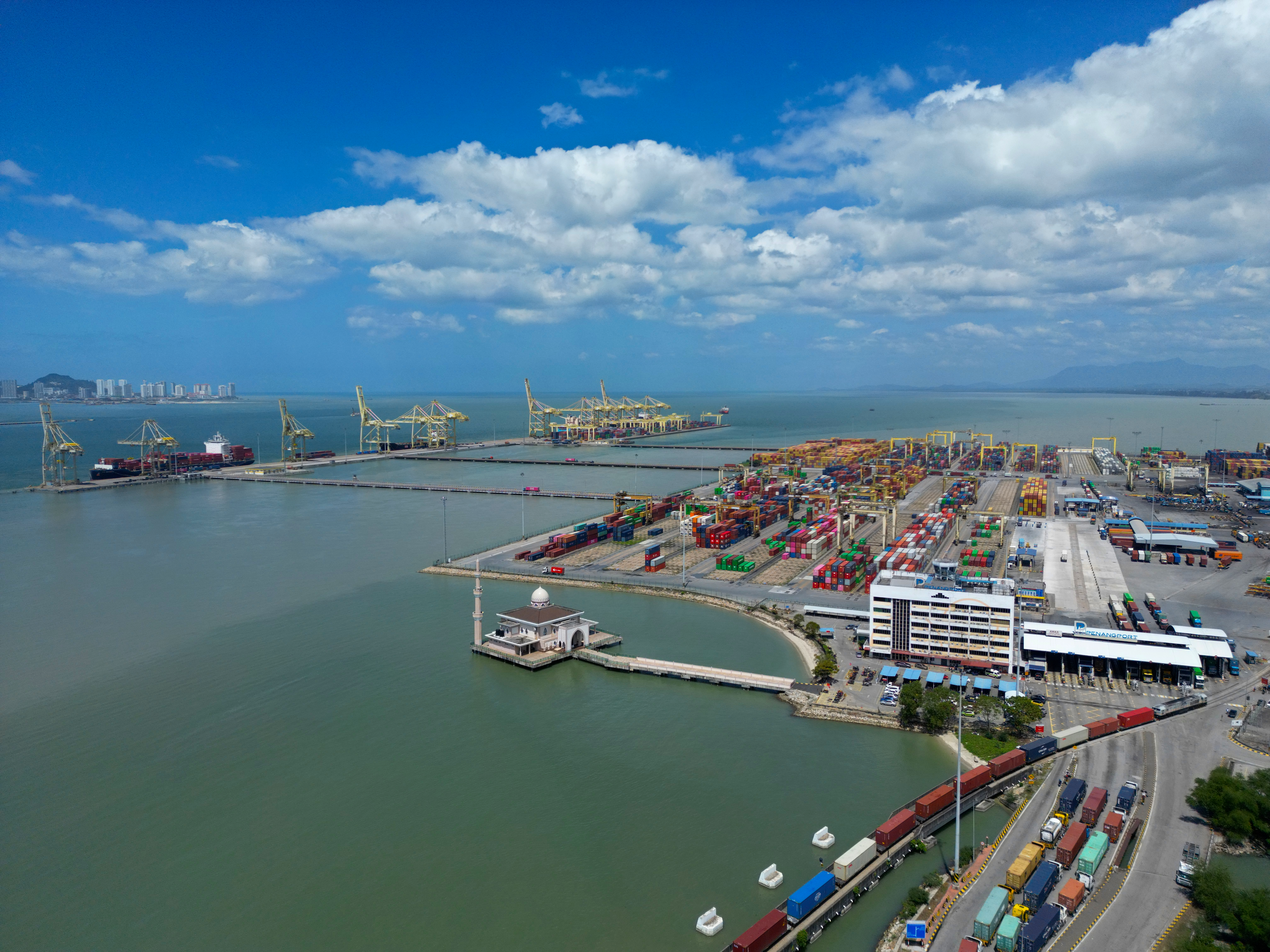
檳城港口於2021年獲正式確立為自由商業區（FCZ）。

### 港口
檳城昔日為英國一個重要的貿易港，但隨著乔治市於1969年失去其自由港地位，加上鄰近吉隆坡的巴生港的崛起，當地的海上貿易亦開始出現衰退。縱然如此，檳城港口仍為馬來西亞西北部及泰国南部地区的主要港口。2024年，檳城港口共處理逾140萬TEU貨物，以吞吐量計為馬來西亞第三大。該港口包括北海北岸箱運碼頭（NBCT）、北賴散貨碼頭（PBCT），以及多個沿威省海岸而建的小型停泊設施。

### 客運

一艘從乔治市乔治市渡轮码头駛離的渡輪。

位於喬治市市中心的瑞典咸碼頭兼具郵輪停泊和城市門戶功能，2017年共錄得125次郵輪停靠，超越巴生港成為馬來西亞最繁忙的郵輪樞紐。該碼頭具備容納瑪麗皇后二號等世界級郵輪，以及定期接待軍艦臨時靠港的能力。
快捷渡輪是馬來西亞現存最古老的跨海峽交通，源於1894年創辦的私營輪渡。該航線連接喬治市和威省，在1985年槟威大桥通車前一直是連接檳島和馬來西亞半島唯一交通紐帶。現時每日共有4艘渡輪通過槟威海峡往返兩市之間。

## 未來發展

### 捷運系統
1981年，国际协力机构（JICA）開展一項集中於改善檳城交通基建的研究，當中建議將主要公路改造為公車專用道（exclusive bus lanes），重點布局於喬治市市中心至峇六拜、北海至大山脚等經濟密集通勤走廊；同時亦建議興建一個新的鐵路為本系統，連接喬治市市中心、峇六拜和亞依淡。
1996～1997年間，马来西亚理科大学和合樂集團相繼開展後續研究，深化對基建設施發展策略的評估。2002年，時任首席部長許子根牽領的槟城州政府提出一項總值20億令吉的乔治市單軌鐵路項目。該項目先後獲時任马来西亚首相马哈迪·莫哈末及阿都拉·巴达威支持。然而有關項目於2008年，因人民聯盟（希望聯盟前身）於同年檳城州選舉贏得執政權後而終告擱置。
新任首席部長林冠英隨即著手改善檳城交通投入不足的困局。州內私家車保有率畸高，加上交通擠塞情況持續惡化，更令有關情況雪上加霜。截至2020年，檳城私家車保有量達2,772,378輛，以1,740,405人口計，相當於人均1.59輛。堵車情況在喬治市—峇六拜走廊甚為嚴重，其2018年日均車流量高達64,144輛。
2009年，州政府成立專門委員會，負責制訂覆蓋全州的新整體交通規畫。兩年後，AJC規畫諮詢公司（AJC Planning Consultants）聯合合樂集團和新加坡郵輪中心受托為為此項規畫開展專項研究。合樂於2012年提交研究結果，涵蓋公共交通策略、公路建設、可達性評估，以及制度改革建議。有關結果為槟城交通总体规划（PTMP）奠定基礎：該規畫除提議斥資100億令吉興建輕軌（LRT）系統及有軌電車外，亦計畫增建3條公路和一條連接喬治市和威省的海底隧道。
2015年，州政府宣佈興建峇六拜輕快鐵（Bayan Lepas LRT），並同時委任SRS財團擔任PTMP的項目交付伙伴（PDP）。鑒於公共交通事務隸屬马来西亚政府管轄，州政府逐於2016年將擬議系統提交予聯邦交通部審批。然而，受聯邦政府和州政府間的政治分歧影響，該項目直到2023年安华·依布拉欣首相執政期間，方獲聯邦資金支持。聯邦政府從州政府接手項目主導權後，將峇六拜輕快鐵改名為珍珠线。作為馬來西亞於巴生谷以外的首條輕軌系統，該路線已於2025年動工，預計於2031年建成通車。

### 空中吊車運輸
2019年，時任聯邦財政部長林冠英宣佈將興建空中纜車系統，通過分流客流輔助既有升旗山鐵路的營運（2018年該鐵路的乘客量達174萬人次），以緩解其營運壓力。然而，受2020年政治危機影響，聯邦政府中斷了該項目的資金撥付。縱然如此，首席部長曹观友仍持續推進，著手為擬議的空中纜車系統制定政府和社会资本合作框架。該空中纜車項目最終於2024年獲得聯邦環境監管機關批准。目前升旗山纜車系統經已動工，預計於2026年竣工。